# Oberea morio
Oberea morio är en skalbaggsart som beskrevs av Ernst Gustav Kraatz 1879. Oberea morio ingår i släktet Oberea och familjen långhorningar. Inga underarter finns listade i Catalogue of Life.